# Cerco de Belgrado (1456)
O cerco de Belgrado de 1456 teve lugar no curso da expansão do Império Otomano através dos Bálcãs. Após a queda de Constantinopla, em 1453, o sultão otomano Maomé II, o Conquistador reuniu seus recursos com o objetivo de subjugar o Reino da Hungria. Para tanto, precisava conquistar a cidade fortificada de Nándorfehérvár (atual Belgrado), na confluência dos rios Danúbio e Sava. João Corvino (János Hunyadi), um nobre húngaro com grande experiência militar, era o encarregado pela defesa da cidade. Na hora mais crítica, milhares de camponeses cristãos, transformados em cruzados pelas pregações do monge franciscano João Capistrano vieram socorrer a cidade.
No dia 15 de julho João Corvino conseguiu abrir um caminho através do bloqueio fluvial à cidade, garantindo a chegada de reforços aos sitiados. Durante a noite do dia 21 para 22 a guarnição conseguiu resistir ao assalto das forças otomanas, que tentavam tirar proveito das brechas abertas nas muralhas pelo fogo de sua artilharia. O assédio acabou se transformando em uma grande batalha durante a qual um contra-ataque cristão varreu o acampamento otomano, compelindo o sultão Murad II (ferido) a levantar o cerco e recuar.